# Racopilum fernandezianum
Racopilum fernandezianum är en bladmossart som beskrevs av Cardot in Thériot 1921. Racopilum fernandezianum ingår i släktet Racopilum och familjen Racopilaceae. Inga underarter finns listade i Catalogue of Life.